# Albert (Kansas)
Albert és una població dels Estats Units a l'estat de Kansas. Segons el cens del 2000 tenia 181 habitants.

## Demografia
Segons el cens del 2000, Albert tenia 181 habitants, 76 habitatges, i 54 famílies. La densitat de població era de 291,2 habitants per km².
Dels 76 habitatges en un 27,6% hi vivien nens de menys de 18 anys, en un 63,2% hi vivien parelles casades, en un 5,3% dones solteres, i en un 28,9% no eren unitats familiars. En el 28,9% dels habitatges hi vivien persones soles el 15,8% de les quals corresponia a persones de 65 anys o més que vivien soles. El nombre mitjà de persones vivint en cada habitatge era de 2,38 i el nombre mitjà de persones que vivien en cada família era de 2,91.
Per edats la població es repartia de la següent manera: un 26,5% tenia menys de 18 anys, un 5% entre 18 i 24, un 19,3% entre 25 i 44, un 30,4% de 45 a 60 i un 18,8% 65 anys o més.
L'edat mediana era de 44 anys. Per cada 100 dones de 18 o més anys hi havia 90 homes.
La renda mediana per habitatge era de 39.375 $ i la renda mediana per família de 44.792 $. Els homes tenien una renda mediana de 30.250 $ mentre que les dones 22.083 $. La renda per capita de la població era de 15.948 $. Entorn del 6,8% de les famílies i el 4,1% de la població estaven per davall del llindar de pobresa.

## Poblacions més properes
El següent diagrama mostra les poblacions més properes.